# Trichotheca annularis
Trichotheca annularis is een keversoort uit de familie bladkevers (Chrysomelidae). De wetenschappelijke naam van de soort werd in 1981 gepubliceerd door Tan in Tan & Wang.